# Won't Go Quietly
Singles de Example
Watch the Sun Come Up
(2009) Kickstarts
(2010)
Pistes de Won't Go Quietly
From Space
(1) Watch the Sun Come Up
(3)
Won't Go Quietly est une chanson du rappeur britannique Example sortie le 17 janvier 2010 sous le label Data Records. 2e single extrait du second album studio du même nom Won't Go Quietly (2010), la chanson a été écrite par Elliot Gleave et Alex Smith. Won't Go Quietly est produite par The Fearless. La chanson a été choisie comme générique de l'émission de télé-réalité française Dilemme, diffusée sur W9 en 2010.

## Classement par pays
| Classement (2010/11)            | Meilleure position |
| ------------------------------- | ------------------ |
| Belgique (Wallonie Ultratip 50) | 24                 |
| France (SNEP)                   | 11                 |
| Irlande (IRMA)                  | 36                 |
| Nouvelle-Zélande (RMNZ)         | 33                 |
| Écosse (OCC)                    | 6                  |
| Royaume-Uni (UK Dance Chart)    | 1                  |
| Royaume-Uni (UK Indie Chart)    | 1                  |
| Royaume-Uni (UK Singles Chart)  | 6                  |

### Classement de fin d'année
| Classement (2010)         | Position |
| ------------------------- | -------- |
| Royaume-Uni Singles Chart | 94       |